# Liste kirgisischer Komponisten klassischer Musik
Diese Liste enthält bekannte kirgisische Komponisten der klassischen Musik.
- Mukasch Abdrajew (1920–1979)
- Sowoschbek Aitkejew (* 1953)
- Achmat Amanbajew (1920–1964)
- Muratbek Begalijew (* 1955)
- Kusma Bodrow (* 1980)
- Michail Burschtin (* 1943)
- Wladimir Gussew (* 1948)
- Nassyr Dawlessow (1929–2011)
- Altynbek Dschanybekow (* 1934)
- Ibragim Schunussow (Dschunussow) (* 1961)
- Abdylas Maldybajew (1906–1978)
- Kaly Moldobassanow (1929–2006)